# 阿富汗妇女革命协会
阿富汗妇女革命协会（波斯語：‎，羅馬化：Jamiyat-e Enqelābi-ye Zanān-e Afghānestān；普什圖語：‎）是一个总部位于巴基斯坦奎达的妇女组织，旨在促进妇女权利和世俗民主。它于1977年由阿富汗学生活动家米娜·克什瓦·卡马尔创建（1987年2月因其政治活动被暗杀），该组织持非暴力策略。开始时办公室在阿富汗喀布尔，但在上世纪80年代初搬到了巴基斯坦。
该组织旨在让阿富汗妇女参与旨在争取妇女人权的政治和社会活动，并继续根据民主和世俗原则而非原教旨主义原则与阿富汗政府斗争，从而妇女可以充分参与。该组织也争取多边裁军。
该组织反对苏联支持的阿富汗民主共和国政府，以及随后的阿富汗伊斯兰国、塔利班第一次统治期间的阿富汗伊斯兰酋长国、美国支持的伊斯兰共和国政体，以及现在塔利班复辟建立的酋长国。

## 背景
该组织于1977年首次在喀布尔发起，是一个独立的阿富汗妇女社会和政治组织，致力于维护人权和社会正义。该组织随后将部分工作从阿富汗转移到巴基斯坦，并在那里建立了他们的主要基地，为阿富汗妇女工作。  

## 创始人

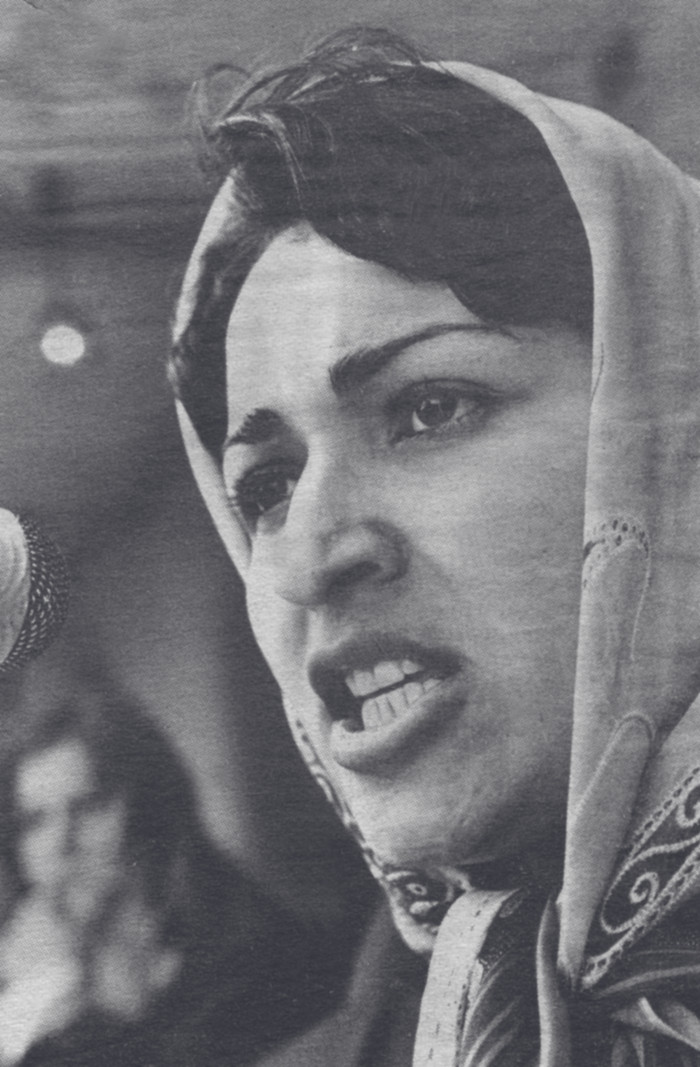
阿富汗妇女革命协会创始人米娜·克什瓦·卡马尔

该组织由米娜·克什瓦·卡马尔领导的一个阿富汗妇女小组建立。 21岁时，她通过教育妇女的工作奠定了该组织的基础。1979年，卡马尔开始反对苏联部队和苏联支持的阿富汗政府。1981年，她推出了一本名为《妇女消息》的多语杂志。同年，她为法国社会党代表大会访问了法国。她还为阿富汗难民儿童建立了学校，为巴基斯坦难民妇女建立了医院和手工业中心。她的活动和观点以及她反对政府和宗教原教旨主义的工作导致她于1987年2月4日被暗杀。

## 早期活动

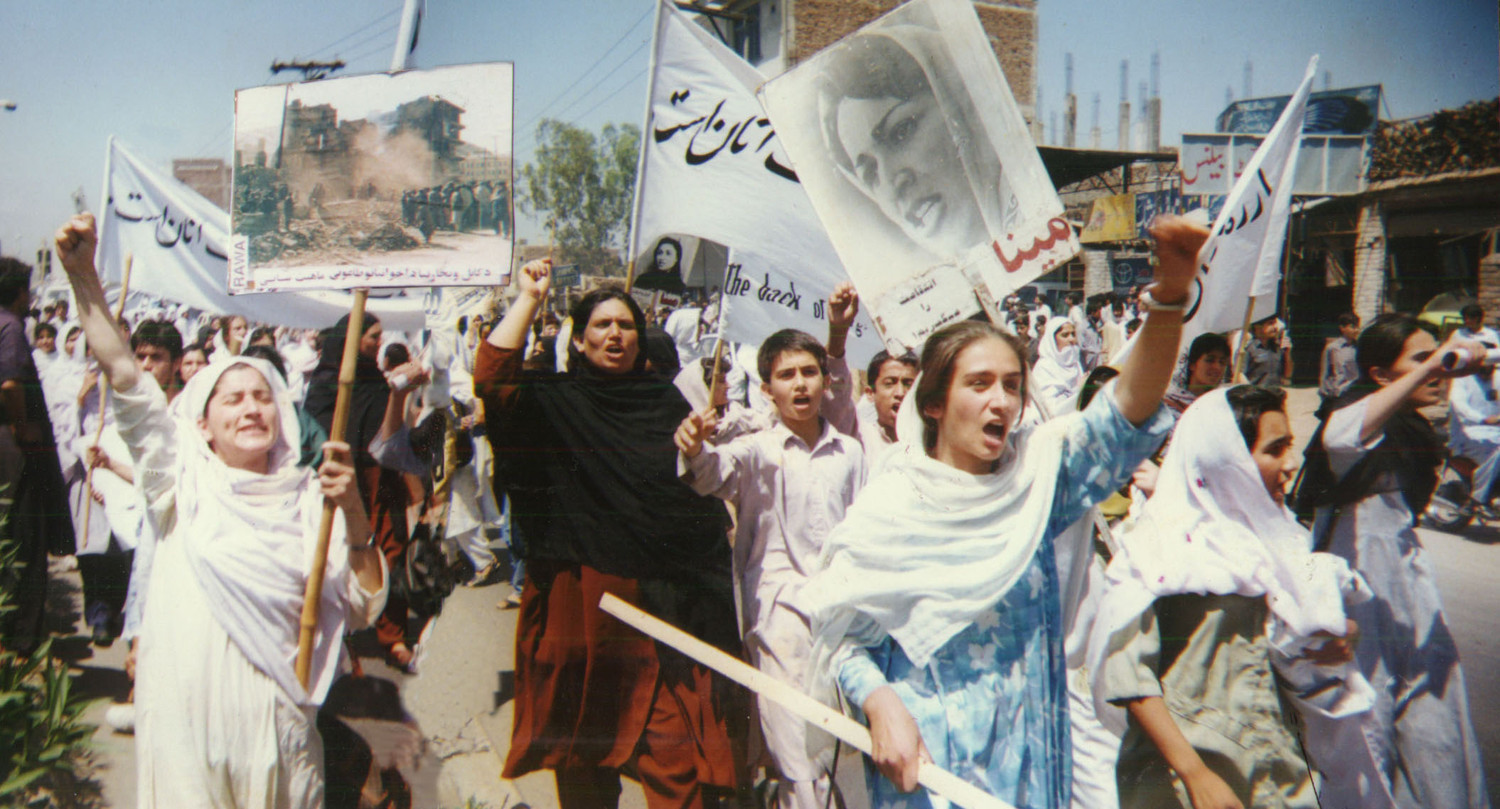
1998年4月28日，阿富汗妇女革命协会在巴基斯坦白沙瓦举行的一次游行

1990年代该组织的许多努力涉及在巴基斯坦举办研讨会和新闻发布会以及其他筹款活动。该组织还为巴基斯坦和阿富汗的妇女和女孩创建了秘密学校、孤儿院、护理课程和手工艺中心。他们偷偷拍摄了在阿富汗街头遭到宗教警察殴打并被处决的妇女。该组织活动被塔利班和北方联盟禁止，但他们坚持，甚至在《妇女消息》等刊物上宣传他们的工作。

## 2001年入侵之后
阿富汗妇女革命协会对2001年开始的北约战争高度批评，因为平民人口的伤亡率很高。该组织甚至宣称要控告美国政府未经授权使用其网站上的四张照片，这些照片用于2001年入侵期间投放在阿富汗各城市的宣传单。
在美国和阿富汗北方联盟部队击败塔利班政府后，阿富汗妇女革命协会警告说，北方联盟与塔利班一样是原教旨主义者和危险分子。他们指控，由哈米德·卡尔扎伊总统领导的政府在阿富汗的大部分地区缺乏支持，原教旨主义者正在执法中对妇女进行不公正的对待，因为她们在塔利班统治下。这些说法得到了媒体有关哈米德·卡尔扎伊政府的报道的支持，哈米德·卡尔扎伊政府创建了强迫妇女服从严格的着装和行为守则的宗教警察，正如人权观察的许多报告所言。
2012年人权观察发布的一份报告描述了一种情况，即妇女受到司法系统的惩罚，企图摆脱家庭虐待，偶尔也会成为强奸的受害者。它说卡尔扎伊“不愿意或不能采取反对国内保守势力的态度”，并且阿富汗女性十年后境况的缺乏改善是“令人震惊的”。

## 近期活动
阿富汗妇女革命协会收集资金以支持医院、学校和孤儿院，并且仍然在巴基斯坦和阿富汗开展许多项目，包括一个与CharityHelp.org合作的孤儿赞助项目。
最近，阿富汗妇女革命协会重新开始在阿富汗境内的使命，并在喀布尔组织了一些活动。自2006年以来，他们每年都在国际妇女节举办活动。  
2006年9月27日，阿富汗妇女革命协会成员首次（可能在阿富汗妇女革命协会的整个历史中）出现在阿富汗当地电视频道TOLO TV的圆桌辩论中。她与一个强硬的伊斯兰原教旨主义组织的代表进行了辩论。她将伊斯兰组织的最高领导人命名为“战争罪犯，需对阿富汗境内的悲剧负责”。Tolo电视截取了使用该名称的所有音频部分。  
10月7日，阿富汗妇女使命组织在加利福尼亚州洛杉矶组织了阿富汗妇女革命协会集资活动。  伊芙·恩斯勒是主要嘉宾，阿富汗妇女革命协会成员Sonali Kolhatkar和卓娅是演讲嘉宾之一。“卓娅”（Zoya）是阿富汗妇女革命协会外交委员会一位活跃成员的化名，她前往许多国家，包括美国和西班牙以及德国。2003年，她因传记《卓娅的故事——一位阿富汗妇女的自由之战》（Zoya’s Story - An Afghan Woman’s Battle for Freedom）而获得国际赞誉。
2008年6月，卓娅向德国议会人权委员会（德国联邦议院）作证说服德国政府从阿富汗撤军。  
2009年，阿富汗妇女革命协会和其他妇女权利组织强烈谴责《什叶族家庭法》，声称该法将阿富汗北部什叶派穆斯林社区内配偶强奸合法化，以及认可童婚，已婚妇女的深闺制度，总统哈米德·卡尔扎伊通过它以从上述社区内的强硬派分子以及相邻的什叶派主导的伊朗伊斯兰共和国获得对联合政府的支持。除此之外，新的“家庭法”还规定了在继承和离婚妇女方面的歧视性法律地位。
2012年2月，该组织在喀布尔进行妇女聚会以纪念阿富汗妇女革命协会创始人米娜·克什瓦·卡马尔去世25周年。

## 认可
迄今为止，该组织为人权和民主的工作赢得了来自世界各地的16个奖项和证书。其中包括2001年的第六届亚洲人权奖， 法兰西共和国的自由平等博爱人权奖，2000年， Emma Humphreys纪念奖，2001年， 2001年度魅力女性， 2001年约翰·霍普金斯大学SAIS-Novartis国际新闻奖， 2004年美国国会特别国会认可证书， 安特卫普大学（比利时）荣誉博士非学术卓越成就， 以及其他许多奖项。

## 其他人的评论
在安妮·布罗德斯基（Anne Brodsky）著作《我们所有的力量：阿富汗妇女革命协会》（With All Our Strength: The Revolutionary Association of the Women of Afghanistan）中，一些世界知名的作家和人权活动家分享了他们对RAWA的意见。他们，包括阿兰达蒂·罗伊，说：“我们每个人都需要一点RAWA”;《阴道独白》的作者伊芙·恩斯勒，建议RAWA必须成为每个力图结束暴力的团体的榜样；《争议：女性、政治和文化的意义与分歧》（Subject to Debate: Sense and Dissents on Women, Politics, and Culture）的作者凯塔·波利特（Katha Pollitt）；《Taliban and Jihad》的作者哈迈德·拉希德（Ahmed Rashid）；和联合国特别报告员及巴基斯坦杰出妇女权利活动家艾西玛·贾汗吉尔，是提及RAWA的两位巴基斯坦人，并表达了他们对RAWA的支持。

## 参看
- Gender roles in Afghanistan
- 伊斯蘭女性主義
- Sex segregation and Islam
- Shia Family Law
- Taliban treatment of women
- 婦女與伊斯蘭教

## 延伸阅读
- Benard, Cheryl. 2002. Veiled Courage: Inside the Afghan Women's Resistance. New York: Broadway Books. ISBN 0-7679-1301-9
- Brodsky, Anne E. 2003. With All Our Strength: The Revolutionary Association of the Women of Afghanistan. New York: Routledge. ISBN 0-415-93492-3
- Chavis, Melody Ermachild. 2004. Meena, Heroine of Afghanistan : The Martyr Who Founded RAWA, the Revolutionary Association of the Women of Afghanistan. New York: St. Martin's Griffin. ISBN 0-312-30690-3
- Follain, John and Rita Cristofari. 2002. Zoya's Story: An Afghan Woman's Struggle for Freedom. New York: William Morrow. ISBN 0-06-009782-5
- Sonali Kolhatkar and James Ingalls. . 2006  [2018-05-06]. （原始内容存档于2021-05-08）.
- Mulherin, Jeannette E. 2004. The Revolutionary Association of the Women of Afghanistan and their Commitment to the Establishment of a Secular Government in Afghanistan. Georgetown University, Washington DC: Masters Thesis